# Agathis latisulcata
Agathis latisulcata är en stekelart som beskrevs av Cameron 1908. Agathis latisulcata ingår i släktet Agathis och familjen bracksteklar. Inga underarter finns listade i Catalogue of Life.